# Tomonobu Hayakawa
Tomonobu Hayakawa (jap. 早川 知伸 Hayakawa Tomonobu; ur. 11 lipca 1977) – japoński piłkarz występujący na pozycji obrońcy.

## Kariera klubowa
Od 2000 do 2010 roku występował w klubach Urawa Reds, Yokohama FC i JEF United Chiba.